# ハロモニ。劇場
ハロモニ。劇場（ハロモ二。げきじょう）は、ハロー!モーニング。内でモーニング娘。達が演じたコントであり、スペシャル企画以外の通常編成の定番コーナーの一つでもあった。

## 概要
- 2001年秋の放送時間拡大（30分→45分）を兼ねた番組リニューアルより開始（第1回の放送は10月7日）され、テレビ東京天王洲スタジオ内のセットにて収録された。
- モーニング娘。のメンバー及び元メンバーが様々な扮装で役を演じるシチュエーションコントであり、特にオチがない場合が多かった。
- 「○○の父／母／弟／妹」などの設定を持つキャラクターについては、原則としてその本人が演じる。
- スタッフの笑い声を被せての音声収録、意図的なカメラ目線といった、伝統的なテレビでのコント手法を踏襲した。音声収録はコスチューム対応のため、ピンマイクではなくガンマイクで行なわれた。
- カンペはなく、台詞を噛んだり忘れたり笑ってしまったような場合でも、使える部分は編集で対応していた。
- このコーナーをきっかけに、モーニング娘。内の「キャラクター付け」が意識されるようになった。メイクアップは本人が行うため、珍妙なキャラクターがエスカレートする傾向にあった。
- ゲスト出演者としてハロー!プロジェクトの他のメンバーが稀に登場していた。またハロプロメンバー以外にも過去に吉本興業から島田珠代や山田花子が登場した事があった（なお、島田は2006年9月10日、山田は11月19日のワールドプッチゲームにゲスト出演）。また12月3日には桜塚やっくんも登場し、この日のワールドプッチゲームにもゲスト出演している。さらに2007年3月11日には小梅太夫も登場した。
- このコーナーはCM跨ぎが基本的になく、5 - 7分で放送された。
- W（辻希美・加護亜依）は双子などお互いに似通ったキャラを演じていたが、2005年9月25日に初めて2人が全く異なるキャラで演じた。
- ゴマキペンギンやゴマキスズメなど、番組の他のコーナーでのキャラクター設定のままで出て来る事があった。
- 2005年12月から「チルチル」や「ミチル」など童話の中のキャラクターで登場するようになった。
- 2006年8月6日以降は、27日の小川卒業スペシャルを除きこのコーナーが放送されていなかったが、12月3日になって久々にこのコーナーを放送した。また、2007年は3月11日のみこのコーナーを放送した。
- ナレーションは全シリーズ一貫して諏訪部順一が担当した。

## サブタイトル（シチュエーション）

### シリーズ
- バスがくるまで（2001年10月7日 - 2003年3月16日（全40回）） 下手に喫茶Memory・痛井病院、中央にバス停・ベンチ。
- 昼下がりのモーママたち（2002年10月6日 - 2003年2月2日（全10回）） オスカル飯田経営のファミリーレストラン室内。
- 駅前交番物語（2003年4月6日 - 2004年4月18日（全15回）） 下手に痛井病院、上手に駅前交番、上手奥が夢が丘商店街入口（スナックかおり・三丁目飯店）。
- 公園通り三丁目（2004年4月25日 - 2005年9月11日） 下手にアパート、中央にハロモニ。公園（ベンチが一つあるだけの簡素な外観）、上手に喫茶Memory（公園が痛井病院と斜め向かいの位置関係）。
- 駅前広場にて（2005年9月25日 - 2007年3月11日） 下手に自動券売機、中央左にハロモニ電鉄（ハロ線）ハロモニ駅改札口（Suica対応自動改札機）、中央右にハロモニ駅前バス停とポスト、上手にHAROSK売店、上手先はハロモニ。公園へ。

### シリーズ特別編

#### バスがくるまで
- モー娘。X'masスペシャル劇場（2001年12月23日の日曜ビッグスペシャル「モーニング娘。X'masスペシャル」内） ハロモニ。女子学園女子寮にて、キャラクター総出演でサンタを待つ。
- チャイムが鳴るまで（2002年5月12日・19日、7月21日） ハロモニ。女子学園教室
- 秘密の女子寮物語（2002年6月2日） ハロモニ。女子学園女子寮
- 北海道編（2002年8月11日・18日の北海道スペシャル） 北海道課外授業（北海道ロケ）
- 医者が来るまで…（2003年3月23日・30日） 痛井病院病室

#### 駅前交番物語
- ケメ子の恋（2003年6月22日、7月13日）
- 恋愛レボリューション2003夏（2003年8月3日・10日）
- 頑固一家夏休み最後の日（2003年8月31日） 後編は頑固家の茶の間。
- ぴったりしたいX'mas!（2003年12月14日・21日） 後編は頑固家の茶の間。
  - このコーナーの前にプッチモニの「ぴったりしたいX'mas!」のスタジオライブが再度放送された。
- 新春ハロモニ。劇場（2004年1月3日（新春スペシャル）・11日）
- 〜女は誰も大事にしまっておきたい思い出がある〜（2004年1月25日）
- ハロモニ。愛の劇場 三姉妹のアパート・伯爵夫人と下次太郎（2004年2月22日のコントスペシャル） 北海三姉妹アパート内、白百合伯爵家の庭
- ハロモニ。幼稚園 交通安全教室 （2004年3月14日） ハロモニ。幼稚園教室内
- 白百合つぼみVS太眉毛豆子、頑固一家初レストラン（2004年3月21日） 白百合伯爵家の庭、シロガネーゼのレストラン
- ハロモニ。幼稚園 愛と感動のお弁当（2004年4月11日） ハロモニ。幼稚園教室内

#### 公園通り三丁目
- 三丁目飯店（2005年3月6日・20日、4月17日） 三丁目飯店の店内。
- 頑固一家〜石川卒業SP〜（2005年5月8日） 頑固家茶の間。
  - 石川の希望によりいつもは吉澤が演じている頑固一徹を石川が、石川が演じている頑固トメ子を吉澤が演じた。

#### 駅前広場にて
- X'masスペシャル（2005年12月25日のハロモニ。クリスマスSP）
  - ハロモニ。幼稚園の園児6人ら出演者総勢16人がクリスマスソング3曲を熱唱した。
- 小川卒業スペシャル（2006年8月27日の小川麻琴卒業記念企画）
  - 小川の卒業インタビューの後に放送された。たら子（吉澤）とおが坂六郎（小川）の2人だけのコント。
- 東西スケバン功争の巻（2006年12月3日）

## 登場キャラクターと演者（50音順）
- あいチュン（高橋愛）：ごまきスズメの娘。
- 悪魔（吉澤ひとみ）：悩みを抱えたハロモニ。女子学園の生徒の前に現れ、悪意的な行動を勧めてくる。
  - 見習い悪魔（道重さゆみ）
- アターレ飯田（飯田圭織）：占い師。
- アパートの大家（保田圭）：禿げ頭に一本生えた髪の毛が特徴。加藤茶のキャラクター加藤茶太郎がモデル。
- 安倍かわもち（安倍なつみ）：ハロモニ。女子学園高等部の安倍なつみの弟。語尾に「でちゅ」を付ける。名前の由来は安倍川餅から。
- 安倍花子（安倍なつみ）：「昼下がり」の主人公。安倍美貴の母。母親同士では常識人的な立ち位置だが、美貴に対しては花嫁修業をさせる。
- 安倍美貴（藤本美貴）：安倍花子の娘。母親の花嫁修業に振り回されている。
- 綾小路文麿（後藤真希）：「僕にはわかる」の台詞で突然現れる。
- 綾小路真希（後藤真希）：シロガネーゼ。
- 綾小路摩周麿（後藤真希）
- 綾小路悪麿（後藤真希）：綾小路文麿の弟で、「私立極悪（わる）高校」の1年。
- いじめられっ子（藤本美貴）：ハロモニ。女子学園高等部と異なる紺色のセーラー服と眼鏡姿の女子高生。
- 痛井病院の医師
  - 女医（石川梨華、平家みちよ）
  - 看護婦（りんね、あさみ）
  - 院長 工藤静江（飯田圭織）：急に現れる事が多く、工藤静香風のメイクで登場している。
- 駅前交番
  - 先輩婦人警官（中澤裕子）
  - 婦人警官（飯田圭織、小川麻琴、高橋愛、田中れいな、道重さゆみ、矢口真里（モーニング娘。脱退以降は登場せず。））
  - 刑事長（吉澤ひとみ）
  - 古漬古子（保田圭）：99歳の現役警察官。100歳まで続けると意気込んでいるが、警察からは退職するように言われている。
- 大金持子（中澤裕子）：シロガネーゼ。高級ティーセットを持参し、何にでも「お」を付けて呼ぶ。後に夫が事業の失敗により失業し無一文となる。
- おが板六郎（小川麻琴）：『北の国から』の黒板五郎のパロディで、何故か劇中ではいつも「五郎さん」と呼ばれている。
- オスカル飯田（飯田圭織）：ファミレス店長。『ベルサイユのばら』のパロディ。男装の麗人で、「昼下がり」では付けヒゲをしていた。
- おっかけギャル（三好絵梨香）：タクロウの追っ掛け。
- おっかけ主婦（紺野あさ美）：行ひろみの追っ掛け。
- おとぎ話の住人
  - ジャック（藤本美貴）：ジャックと豆の木のジャック。
  - ジャックの母（後藤真希）
  - チルチル（安倍なつみ）
  - ミチル（石川梨華）
  - ヘンゼル（後藤真希）
  - グレーテル（加護亜依）
  - ゼベット爺さん（小川麻琴）：ピノキオを造ったおじいさん。老人性痴呆症のためか、すぐに自分が誰で何をしてるのか分からなくなる。
  - ピノキオ（紺野あさ美）
  - マッチ売りの少女（岡田唯）
  - 浦島太郎（久住小春）
  - 天狗（吉澤ひとみ）
- 絵画
  - モナ・リザ（高橋愛）
  - 日傘をさす女（高橋愛）
  - ムンクの叫び（高橋愛）
  - 自画像 (ゴッホ)（高橋愛）
- 回文一号（加護亜依）
- 回文二号（辻希美）
- 回文二十面相（後藤真希）：正体は早乙女マキ。
- 頑固家
  - 頑固一徹（吉澤ひとみ、石川梨華）：『巨人の星』の星一徹のパロディ。
  - 頑固トメ子（石川梨華、吉澤ひとみ）：一徹の妻。
  - 頑固ひとすじ（加護亜依）：長男。「年長組」と書かれた名札を着用。
  - 頑固ふたすじ（辻希美）：次男。「年少組」と書かれた名札を着用。
- 喫茶「カトレア」店員（矢口真里、石川梨華）：矢口は後にそば屋に転職した。
- 喫茶「ブラジル」店員（石川梨華）
- 喫茶「マケドニア」店員（後藤真希）
- 喫茶「Memory」
  - 店員（藤本美貴）：ソロ時代にゲスト出演していた。
  - マスター（新垣里沙）
- 行（ぎょう）ひろみ（小川麻琴）：郷ひろみのパロディ。
- コギャル園児（矢口真里）
- こはる（久住小春）：幼稚園児。
- 小春の母親（安倍なつみ）
- 極悪幼稚園
  - ジョニー加護（加護亜依）
  - トニー辻（辻希美）
- ごまきスズメ（後藤真希）
- 早乙女家
  - 早乙女マキ（後藤真希）：回文二十面相の正体。ハロモニ。女子学園の生徒。妹が2人いる。スキップが好き。
  - 早乙女圭一（保田圭）：早乙女真希の父親。歯医者であるが虫歯があり、マスクで隠している。
- 魚屋のおやじ（小川麻琴）
- 幸（さち）家：白装束を着た一家。「幸薄い」（もしくは語感が近い言葉）という言葉に反応し、呼んだかと思い突然現れる。
  - 幸うす子（石川梨華）：長女。
  - 幸うす江（亀井絵里）：次女。
  - 幸うす代（飯田圭織）：母親で故人。
  - 幸うす夫（保田圭）：父親。
- サ・ユーミン（道重さゆみ）：細毛数子の飼い犬。
- 三丁目飯店の店員
  - 看板娘（紺野あさ美）
  - ジャー・ジャーメン（辻希美）
  - タン・タンメン（加護亜依）
  - チャー・シューメン（後藤真希）：看板娘の母
  - トウ・バンジャン（吉澤ひとみ）：看板娘の父
  - パンダ（田中れいな）
  - バン・バンジイ（保田圭）
  - ピータン（道重さゆみ）
  - ラオチュウ（亀井絵里）
- サンタクロース（三好絵梨香）
- ジョン・トラブルタ（吉澤ひとみ）：ジョン・トラヴォルタのパロディ。
- 白百合家
  - 白百合つぼみ（藤本美貴）：幼稚園での席は社長机風。
  - 白百合伯爵（保田圭）
  - 白百合伯爵夫人（小川麻琴）
  - メイド（紺野あさ美、亀井絵里、道重さゆみ）
  - ペン子（後藤真希）
- 私立ナルシス高校
  - 籔小路彦麻呂（高橋愛）
- 新婚夫婦
  - まこと（小川麻琴）
  - ゆい（岡田唯）
- スケバン恐子（桜塚やっくん）
- W数子：細木数子のパロディー。
  - 細毛数子（吉澤ひとみ）
  - 細手数子（小川麻琴）
- タクロウ（加護亜依）：路上ミュージシャン。
- チャーミー石川（石川梨華）：稀に出演する。
- 天使（石川梨華）：悩みを抱えたハロモニ。女子学園の生徒の前に現れ、善意的な行動を勧めてくる。
  - 見習い天使（高橋愛）
- トナカイ（岡田唯）
- ドロボウ（小川麻琴→亀井絵里）：たまにオチで出て来る。
- 謎の小学生（後に「いたずら小学生」）
  - あい（加護亜依）
  - のぞみ（辻希美）
- 謎の女子高生（道重さゆみ）
- 売店のおばちゃん（吉澤ひとみ）
- ハト（藤本美貴）：周囲に金の糞を巻き散らしているが、なぜかチルチルとミチルに幸せの青い鳥と間違えられて追い掛けられている。
- ハレモノ女子学園高等部
  - ミキ（藤本美貴）
  - リサ（新垣里沙）
  - レイナ（田中れいな）
- ハロモニ。駅
  - 駅長（石川梨華→辻希美）
  - 駅員（辻希美（後に駅長に昇格）、亀井絵里）
- ハロモニ。女子学園
  - 高等部（飯田圭織、安倍なつみ、矢口真里、石川梨華、吉澤ひとみ、藤本美貴、紺野あさ美）
  - 中等部（高橋愛、小川麻琴、紺野あさ美、新垣里沙、亀井絵里、道重さゆみ、田中れいな、松浦亜弥、三好絵梨香）
  - 教師 (中澤裕子)：「バスがくるまで」の主人公。
  - バレー部
    - キャプテン（新垣里沙）
    - バレー部員（三好絵梨香、岡田唯）

  - 日本舞踊部員（吉澤ひとみ、道重さゆみ、新垣里沙、藤本美貴、岡田唯、小梅太夫）
- ハロモニ。幼稚園
  - 園長（保田圭）：シスターのような服装をしている。
  - 先生（安倍なつみ、飯田圭織）
  - 園児（紺野あさ美、高橋愛、新垣里沙、道重さゆみ、田中れいな、久住小春、三好絵梨香）
- 氷亀きよし（亀井絵里）：氷川きよしのパロディ。
- ひ辻（辻希美）
- ひとみカラス（吉澤ひとみ）
- ピヨコ（安倍なつみ）：ブラック・チャックの助手。
- ファミレス店員（矢口真里、紺野あさ美、小川麻琴）
- 太眉毛家
  - 太眉毛豆子（新垣里沙）
  - 太眉毛下次太郎（後藤真希）
  - 太眉毛下次子（藤本美貴）
- ブラック・チャック（吉澤ひとみ）：痛井病院の名医と言われている。ブラック・ジャックのパロディ。
- フランシスコ・カゴエル（加護亜依）
- フランシスコ・ツジエル（辻希美）
- フランシスコ・マキエル（後藤真希）
- 北海家
  - 北海鮭夫（小川麻琴）
  - 北海すじこ（安倍なつみ）：三姉妹の長女。
  - 北海たらこ（吉澤ひとみ）：三姉妹の次女。おが板六郎に恋心を抱いている。
  - 北海かずのこ（藤本美貴）：三姉妹の三女。
- マリマリ（矢口真里）：細手数子の飼い犬。
- みたらしだんご（紺野あさ美）：安倍かわもちの親友。
- モンロー石川（石川梨華）
- 八百屋のおじさん（小川麻琴）:婦人警官の中澤に魚屋のおやじと間違われることが多い。
- 八百屋のおばさん（安倍なつみ）
- 八百屋の娘（紺野あさ美）
- 保田おばあちゃん（保田圭）
- 保田ケメ子（保田圭）
- 保田悪太郎（保田圭）：保田ケメ子の兄で、綾小路悪麿の悪友。
- ヨン様（亀井絵里）：ペ・ヨンジュンのパロディ。
- 悪沢悪夫（吉澤ひとみ）：「昼下がり」最終回に登場。

## モーニング娘。20周年スペシャル編
2018年2月12日（月・祝）に放送された『モーニング娘。20周年スペシャル』の復活企画。『頑固一家物語』が復活した。現役メンバーが演じた新キャラも登場。
- 駅前交番
  - 婦人警官（矢口真里）
- 金持田家
  - 金持田ちさき（森戸知沙希）：従来の白百合つぼみと同じ。
  - 金持田伯爵（飯窪春菜）：従来の白百合伯爵と同じ。
  - 金持田伯爵夫人（譜久村聖）：従来の白百合伯爵夫人と同じ。
- 頑固家
  - 頑固一徹（吉澤ひとみ）：『巨人の星』の星一徹のパロディ。
  - 頑固トメ子（石川梨華）
  - 頑固ひとすじ（加護亜依）：名前のみ登場。本人は登場せず。
  - 頑固ふたすじ（辻希美）
  - 頑固みすじ（佐藤優樹）：三男。
- ハロモニ。幼稚園
  - 高橋先生（高橋愛）

## DVD
2003年2月26日に発売を予定していた「ハロー!モーニング。傑作コント大全集1」が発売中止となり、コーナー毎にシリーズ化された。
- ハロー!モーニング。 ハロモニ。劇場「バスがくるまで」Vol.1（2003年4月23日）
- ハロー!モーニング。 ハロモニ。劇場「バスがくるまで」Vol.2（同上）
- ハロー!モーニング。 ハロモニ。劇場「バスがくるまで」Vol.3（2003年5月14日）
- ハロー!モーニング。 ハロモニ。劇場 Vol.4 「昼下がりのモーママたち&バスがくるまで」（2003年12月26日）
- ハロー!モーニング。 ハロモニ。劇場 Vol.5 「駅前交番物語&医者がくるまで」（同上）
- ハロー!モーニング。 ハロモニ。劇場 Vol.6 「駅前交番物語」（2004年7月28日）
- ハロー!モーニング。 ハロモニ。劇場 Vol.7 「駅前交番物語 特別編」（同上）
- ハロー!モーニング。 ハロモニ。劇場 Vol.8 「公園通り三丁目」（2005年12月21日）
- ハロー!モーニング。 ハロモニ。劇場 Vol.9 「公園通り三丁目&三丁目飯店」（同上）
- ハロー!モーニング。 ハロモニ。劇場 Vol.10 「駅前広場にて」（2007年2月28日）

## その他
- 2005年6月から8月に行われた「愛・地球博」パートナーシップ事業 イベント地球温暖化防止キャンペーン「熱っちぃ地球を冷ますんだっ。」で保田おばあちゃん（保田圭）が「安倍なつみ 歌とトークのふれあいコンサート」に登場した。
- 2007年9月に開催された「モーニング娘。10年記念展」に於いて、「駅前広場にて」で登場したハト（藤本美貴）の着ぐるみの実物が展示されていた。